# Putzi Frandl
Putzi Frandl (n. 5 iulie 1930, Radstadt, Salzburg, Austria) este o schioare alpină ce a reprezentat Austria, medaliată olimpică. A participat la 2 ediții ale Jocurilor Olimpice (1956, 1960) în care a câștigat o medalie de argint.